# 蘇元春

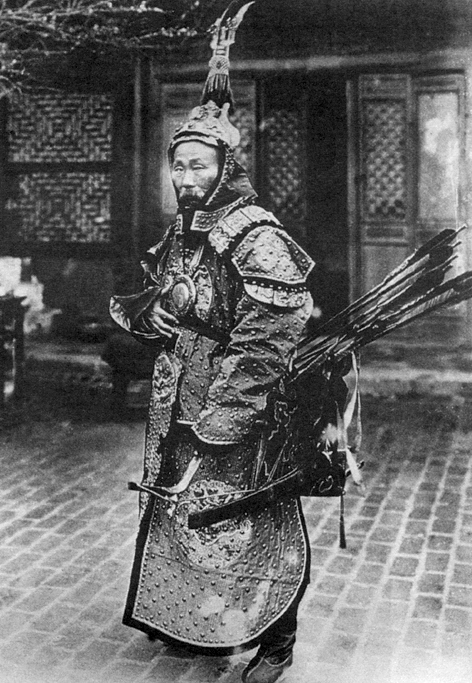
攝於1896年，手持弓箭的廣西提督蘇元春

蘇元春（1844年—1908年），字子熙，广西省永安州（今广西壮族自治区蒙山县）人，清朝軍事將領、行伍出身。
光绪十一年五月二十九，由记名提督调任廣西提督。光绪二十九年二月十九（1903年3月27日），召京陛见，同年闰五月十三，革职。

## 延伸阅读
[在维基数据编辑]
 《清史稿·卷459》，出自趙爾巽《清史稿》